# Myrosmodes inaequalis
Myrosmodes inaequalis (danh pháp đồng nghĩa: Aa inaequalis) là một loài thực vật có hoa trong họ Lan. Loài này được (Rchb.f.) Schltr. miêu tả khoa học đầu tiên năm 1912.
Đây là loài bản địa của Perú và Bolivia.